# Lugnola
 Lugnola  è una frazione del comune di Configni, in provincia di Rieti ai confini con la Regione Umbria.

## Geografia

### Territorio
Lugnola è situata su di un terrazio fluviale, a circa 430 m.s.l.m., proprio al confine tra la Regione Lazio e l'Umbria. Dista 15 km da Terni, città che ha un forte riferimento per la comunità, che vi ci si identifica geograficamente e culturalmente soprattutto per il legame con il mondo del lavoro come polo industriale, sia per le vicende storiche passate. 
Nel territorio di Lugnola scorre il torrente Aia "detto" di Narni che confuisce nel Nera.

## Storia
Lugnola ha origini antichissime risalenti al periodo romano e, grazie alla sua posizione sulla sommità di una collina, rappresenta un tipico esempio di insediamento medievale. Nel Medioevo il paese costituiva un importante castello sotto la giurisdizione di Narni, ed era circondato da mura, alte torri e due porte di ingresso: l'ultima venne demolita nel 1963. Attualmente rimangono poche tracce dell'antico complesso difensivo salvo le fondamenta dei torrioni ed un breve tratto in muratura al di sotto della chiesa parrocchiale. Alcune sono andate perse nel tempo, altre sono state coperte da recenti muri di consolidamento. Con la sua posizione strategica Lugnola dominava due valli e un'antichissima strada che metteva in collegamento Terni con la città di Roma. Il suo nome deriva dal latino Lungolae, dipendente dalla sua forma allungata dovuta all'edificazione dell'abitato medievale lungo una via centrale su cui si affacciano tutte le case. Le sue strade, in lieve pendenza, sono coronate dalla chiesa parrocchiale dedicata a San Cassiano, la più antica dei dintorni risalente al IX-X sec. Lo spazio circostante la chiesa e il suo aspetto, sono stati modificati nel tempo, mentre all'interno è ancora possibile vedere l'antica muratura. Nel bosco, chiamato popolarmente sotto la madonna, si trova la piccola chiesa della Madonna di Loreto fondata nel 1600 per volere della popolazione. Le feste principali sono quelle di San Cassiano e della Madonna di Loreto, celebrate con sante messe e processioni, ma anche con spettacoli e fuochi pirotecnici.

## Flora e fauna
La flora della frazione è molto rigogliosa. I boschi sono formati da querce, aceri, lecci, farnie, pini silvestri, olmi e ciliegi. Il sottobosco include varie specie di arbusti come l'alloro, il corbezzolo, l'erica e il lentisco tipici del clima mediterraneo. Tra le piante erbacee troviamo il ciclamino primaverile e napoletano, l'anemone hortensis, varie specie di orchidee selvatiche e cardi, e altre specie che rappresentano la flora spontanea del Lazio. La fauna, comprende specie di mammiferi come la faina, il cinghiale, la lepre, l'istrice, il riccio, il tasso e una piccola colonia di daini, forse migrata dal Parco del Gransasso e i Monti della Laga, ora residente sulle pendici del Monte Cosce, che culmina a 1.112 m s.l.m. e domina il centro abitato di Lugnola e di Configni. Nel 2011 vi sono state delle segnalazioni da parte dei cacciatori che riferiscono l'avvistamento di due o tre lupi nei dintorni del Monte Cosce. L'avifauna comprende il balestruccio, il rondone e la rondine che nidificano nei centri abitati di Lugnola e Configni, insieme ai fastidiosi piccioni. Nel bosco sono presenti la ghiandaia, il cardellino, il rigogolo dal canto flautato, la poiana, il pettirosso, la tortora, il verdone e altre specie d'uccelli. Alcune specie sono minacciate dall'attivita' venatoria.

## Monumenti e luoghi d'interesse
La chiesa principale del paese è dedicata a San Cassiano, costruita nel medioevo in memoria del vescovo e martire di Imola, vissuto prima del '200. Durante la signoria dei principi Orsini e poi sotto la giurisdizione dello Stato Pontificio l'interno fu dotato di un altare principale ed altri due laterali oggi scomparsi, causa i vari restauri subiti nel corso del tempo. In anni piuttosto recenti ad opera di un parroco è stato asportato l'intonaco dalle pareti facendo riaffiorare l'antico muro realizzato con pietra locale. Durante questa fase è emerso un affresco di ambito umbro raffigurante Santa Chiara e risalente probabilmente alla seconda metà del XIV secolo. Sulla parte di sinistra è conservata una tela raffigurante la Pietà con i Santi Giovanni Battista e Vincenzo datata 1602; sulla parte di destra, invece, si può notare l'ascensione di Maria al cielo, frutto di maestranze locali probabilmente attive tra il 1500 ed il 1600. Nella zona presbiteriale sono conservati un pregevole altare e un leggìo in pietra calcarea locale datato all’VIII secolo, provenienti dalla non più esistente Chiesa di Santa Maria situata fuori dalle mura cittadine. 
La chiesa della Madonna di Loreto venne edificata alla fine del '600 su volere della popolazione intorno ad un'edicola preesistente. L'edificio di pianta rettangolare presenta un profilo molto semplice, tipico delle chiese e dei santuari di campagna. È fonte di grande devozione da parte dei residenti, delle popolazioni dei paesi limitrofi e della vicina città di Terni, della cui diocesi la parrocchia di Lugnola fa parte. Questa Madonna ha elargito grandi grazie a chi le ha chieste con fede, sia anticamente che in tempi recenti.